# Trichotosia latifolia
Trichotosia latifolia là một loài thực vật có hoa trong họ Lan. Loài này được (Blume) Seidenf. miêu tả khoa học đầu tiên năm 1982.